# 魯西卡斯洛比德卡

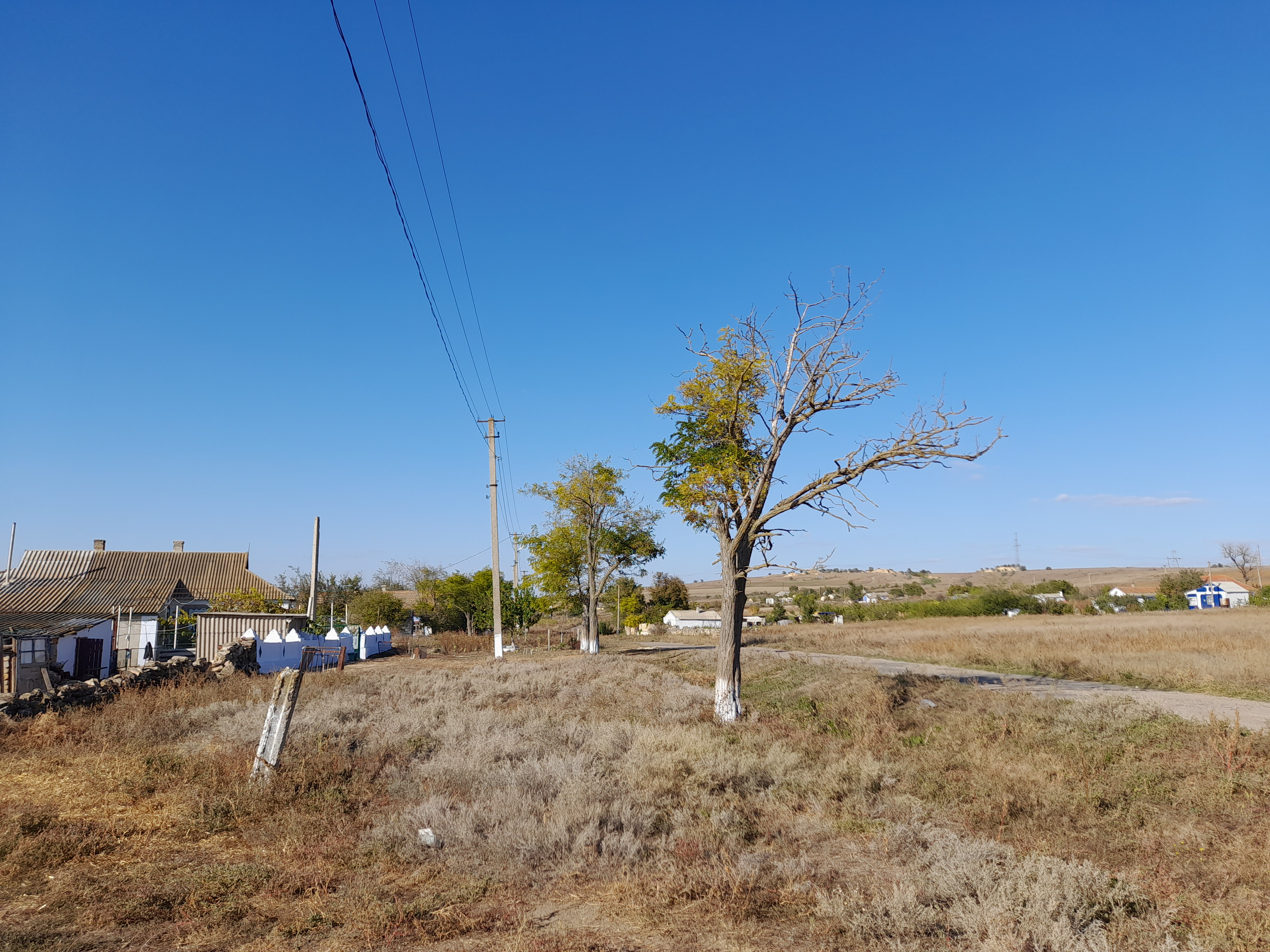

46°50′9″N 30°36′6″E / 46.83583°N 30.60167°E
魯斯卡-斯洛比德卡（烏克蘭語：Руська Слобідка）是位於烏克蘭西南部的村莊，由敖德萨州贝雷济夫卡区的伊萬尼夫卡市鎮負責管轄。該村始建於1868年，面積3.43平方公里，海拔高度8米，2001年人口756。